# Acanthurus grammoptilus
Acanthurus grammoptilus (Richardson, 1843), comunemente conosciuto come pesce chirurgo dalle linee sottili, è un pesce osseo marino appartenente alla famiglia Acanthuridae.

## Distribuzione e habitat
La specie è probabilmente endemica dell'Australia nord occidentale compresa la grande barriera corallina ed è forse presente alle isole Figi e in Nuova Caledonia. Le segnalazioni dalle Filippine e dall'Indonesia appaiono dubbie.
Vive su fondi duri sia rocciosi che corallini in ambienti con abbondante sedimentazione sebbene si possa trovare anche in acque limpide.
Viene riportata una distribuzione batimetrica tra 22 e 91 metri di profondità ma sembra si possa trovare anche in ambienti costieri poco profondi.

## Descrizione
Come gli altri Acanthurus, ha corpo ovale, compresso lateralmente e particolarmente alto in questa specie. La bocca è piccola, posta su un muso sporgente; sul peduncolo caudale è presente una spina mobile molto tagliente. La pinna dorsale è unica e piuttosto lunga, di altezza uniforme. La pinna anale è simile ma più corta. La pinna caudale è lunata. Le scaglie sono molto piccole. La colorazione è piuttosto variabile e soggetta a mutamenti anche repentini. Il fondo è generalmente bruno, talvolta molto chiaro, con numerose, sottili linee longitudinali più scure e la testa cosparsa di macchioline bruno ruggine. Una banda chiara è posta alla base della pinna caudale, che ha anche un sottile bordo bianco posteriore che è più spesso nei giovanili. La spina sul peduncolo caudale è scura e bordata da un anello ancora più scuro che si allunga in avanti. Sopra l'opercolo branchiale vi è una macchia bruno scura indistinta di forma allungata. La parte terminale delle pinne pettorali è giallastra.
La taglia massima nota è di 35 cm e il peso massimo noto è di 900 grammi.

## Biologia

### Comportamento
Forma piccoli gruppi.

## Pesca
È considerato un pesce dalle carni ottime ma ciò nonostante è oggetto solo occasionale di pesca, perlopiù di sussistenza.

## Acquariofilia
Si trova raramente sul mercato dei pesci d'acquario.

## Conservazione
Si tratta di una specie comune nel nord dell'Australia. È una specie poco sfruttata da parte di pesca e acquariofilia. Non sono note minacce per questa specie, per questo la lista rossa IUCN la classifica come "a rischio minimo".